# Pectinodonta
Pectinodonta is een geslacht van weekdieren uit de klasse van de Gastropoda (slakken).

## Soorten
- Pectinodonta alis B. A. Marshall, Puillandre, Lambourdière, Couloux & Samadi, 2016
- Pectinodonta alpha B. A. Marshall, Puillandre, Lambourdière, Couloux & Samadi, 2016
- Pectinodonta alta Schepman, 1908
- Pectinodonta arcuata Dall, 1882
- Pectinodonta aupouria B. A. Marshall, 1985
- Pectinodonta aurora B. A. Marshall, Puillandre, Lambourdière, Couloux & Samadi, 2016
- Pectinodonta beta B. A. Marshall, Puillandre, Lambourdière, Couloux & Samadi, 2016
- Pectinodonta coniformis (Marwick, 1931) †
- Pectinodonta gamma B. A. Marshall, Puillandre, Lambourdière, Couloux & Samadi, 2016
- Pectinodonta gilbertvossi Olsson, 1971
- Pectinodonta kapalae B. A. Marshall, 1985
- Pectinodonta komitica B. A. Marshall, 1985 †
- Pectinodonta marinovichi B. A. Marshall, 1998
- Pectinodonta maxima (Dautzenberg, 1925)
- Pectinodonta morioria B. A. Marshall, 1985
- Pectinodonta obtusa (Thiele, 1925)
- Pectinodonta orientalis Schepman, 1908
- Pectinodonta palaeoxylodia Lindberg & Hedegaard, 1996 †
- Pectinodonta philippinarum B. A. Marshall, Puillandre, Lambourdière, Couloux & Samadi, 2016
- Pectinodonta rhyssa (Dall, 1925)
- Pectinodonta waitemata B. A. Marshall, 1985 †